# ゼエフ・アヴニ
ゼエフ・アヴニ（Zeev Avni, 1921年 - 2007年1月7日）は、イスラエルの外交官。本名は、ヴォルフ・ゴールドシュタイン。

## 生涯
1921年、リガの社会主義者の家庭に生まれる。数年後、一家はスイスに移住した。1942年、軍務を終え、ソ連情報部の機関員となった。
1948年、イスラエルに移住し、ハ＝ツォレアのキブツに入植した。  
1950年、外務省に入省。1952年、駐ブリュッセル・イスラエル大使館に派遣された。ここで、KGBとの接触を再開し、イスラエルの情報機関、武器調達に関する秘密情報をソ連に伝達した。その後、駐ベオグラード・イスラエル大使に任命されたが、KGBと関係し続けた。
1956年、イスラエルに帰国したが、スパイ容疑で逮捕された。モサッドは、ソ連の情報を入手するために二重スパイに仕立てようと試みたが、共産主義者であったアヴニは、これを拒否した。アヴニは秘密裁判で懲役14年を言い渡された。事件は完全に秘密とされ、1990年代になるまで公開されなかった。
1965年に釈放され、その後は臨床心理学者となった。1993年、イスラエル政府は、アヴニの回想録出版を許可した。